# بيتر مكدونالد (أستاذ جامعي)
بيتر مكدونالد (بالإنجليزية: Peter McDonald)‏ هو شاعر بريطاني، ولد في 28 أكتوبر 1962 في بلفاست في المملكة المتحدة.